# Uvea jezik
Uvea jezik (istočnouvejski, walliški; ISO 639-3: wls), jedan od polinezijskih jezika čiji je originalni dom otok Uvea, gddje ga i danas govori 9 620 ljudi u Wallisu i Futuni (2000), ali znatno više na Novoj Kaledoniji 19 400 (2000). Pismo: latinica.

## Vanjske poveznice
- Ethnologue (14th)
- Ethnologue (15th)